# Leschenaultia schineri
Leschenaultia schineri är en tvåvingeart som beskrevs av Toma och Guimaraes 2002. Leschenaultia schineri ingår i släktet Leschenaultia och familjen parasitflugor.
Artens utbredningsområde är Kalifornien. Inga underarter finns listade i Catalogue of Life.